# 茂手木雅樹
茂手木 雅樹（もてぎ まさき、1978年〈昭和53年〉10月28日 - ）は、日本の実業家。アウトソーシングテクノロジー株式会社の創業者。埼玉県出身

## 略歴

### 経歴
埼玉県出身。武蔵大学卒業後、テレアクセス株式会社を経て独立。
未経験人材の育成・即戦力化を図る「派遣2.0」モデルの提唱者として知られる。
国内外で30社以上の法人経営に携わる。

### 主な国内での役職（2004–2019）
- 株式会社シーエスソリューション – 代表取締役
- 株式会社グレイスケール – 代表取締役（のちアウトソーシングテクノロジーへ改称）
- アウトソーシング株式会社 – 執行役員、取締役、専務取締役（技術・製造部門統括）
- アウトソーシングテクノロジー株式会社 – 代表取締役社長（2014–2019）
- シンクスバンク株式会社 – 代表取締役
- 共同エンジニアリング株式会社 – 代表取締役
- 株式会社アネブル、アールピーエム、トライアングルなど – 取締役
- 株式会社アウトソーシングトータルサポート – 代表取締役
- 株式会社アイズ・インターナショナル（現ORJ） – 代表取締役

### 海外での役職

#### 英国（2015–2019）
- Veracity OSI UK Ltd – Director
- Outsourcing UK Ltd – Director
- CDER Group Ltd – Director
- Allen Lane Ltd – Director
- Court Enforcement Services Ltd – Director
- Phoenix Commercial Holdings Ltd – Director
- Ntrinsic Consulting Group（Europe, Resources, Holdings）– Director

#### オーストラリア（2016–）
- Hoban Recruitment Pty Ltd – Director
- Clicks IT Recruitment – Director
- Index Consultants Pty Ltd – Director
- Bluefin Resources Pty Ltd – 経営関与

#### 中国
- 古籟依（大連）信息科技有限公司 – 設立・代表取締役

### その他
- 2018年、チャールズ皇太子（現チャールズ3世）主催のバッキンガム宮殿晩餐会に日本人経営者として招待された[2]。

- ソフトバンクグループの次世代経営者育成機関「ソフトバンクアカデミア」の第5期生に選出。